# Маман (скульптура)
Маман (фр. Maman (розмовне) — мати) — витвір з бронзи, нержавіючої сталі та мармуру скульпторки Луїзи Буржуа. Скульптура зображує павука і є однією з найбільших у світі, розміром 30 футів і шириною більше 33 футів (927 x 891 x 1024 см). Черевце і грудна клітка виготовлені з ребристої бронзи, а в мішечку є 26 мармурових яєць. Скульптура була створена 1999 року Буржуа у межах її інавгураційної комісії для виставки «The Unilever Series» 2000 року в Турбінній залі, Тейт Модерн, Лондон. Цей оригінал був створений зі сталі, а наступні шість виробів із бронзи.

## Філософія та значення
Скульптура підхоплює тему павутини, яку Буржуа спочатку зобразила у маленькому рисунку чорнилом та вугіллям у 1947 році, продовжуючи її у 1996 зі скульптурою «Павук». Скульптура натякає на силу матері Буржуа, з метафорами прядіння, ткацтва, виховання та захисту. Її мати Жозефіна реконструювала гобелени в сімейній майстерні по відновленню текстилю в Парижі. Коли Луїзі було двадцять один, мати померла від невідомої хвороби. Через кілька днів після смерті матері дівчина на очах у батька (які наче не сприймав серйозно почуття своєї дочки) кинулась у річку Bièvre; він поплив на її порятунок.
Павук — ода моїй матері. Вона була моїм найкращим другом. Як павук, моя мама була ткачинею. Моя сім'я мала власну справу по реставрації гобеленів, а моя мати була відповідальною за майстерню. Як і павуки, моя мама була дуже розумною. Павуки — дружні сусіди, що їдять комарів. Ми знаємо, що комарі поширюють захворюваннями і тому небажані. Отже, павуки корисні і захисники, як і моя мати. Луїза БуржуаОригінальний текст (англ.)
The Spider is an ode to my mother. She was my best friend. Like a spider, my mother was a weaver.  My family was in the business of tapestry restoration, and my mother was in charge of the workshop. Like spiders, my mother was very clever. Spiders are friendly presences that eat mosquitoes. We know that mosquitoes spread diseases and are therefore unwanted. So, spiders are helpful and protective, just like my mother.

## Постійні скульптури
- Тейт Модерн, Велика Британія — придбання цієї скульптури в 2008 році вважається одним з історичних моментів Тейт Модерн. Маман була вперше виставлена в Турбінній залі, а потім і за межами галереї в 2000 році. Скульптура, що належить Тейт Модерн, є єдиною з нержавіючої сталі[4].
- Національна галерея Канади, Оттава – Національна галерея Канади придбала скульптуру у 2005 за 3.2 мільйона доларів. Скульптура розташована з боку парку Мейджорс Хілл[en] на березі річки Оттави[6].
- Музей Соломона Гуггенгайма, Іспанія[7]
- Mori Art Museum[en], Токіо, Японія[8]  — виставляється біля підніжжя Вежі Морі, поза музеєм[9].
- Leeum, Samsung Museum of Art[en], Південна Корея[10]
- Crystal Bridges Museum of American Art[en], Бентонвілль, Арканзас, США[11]
- Qatar National Convention Center[en], Катар[12]

## Галерея

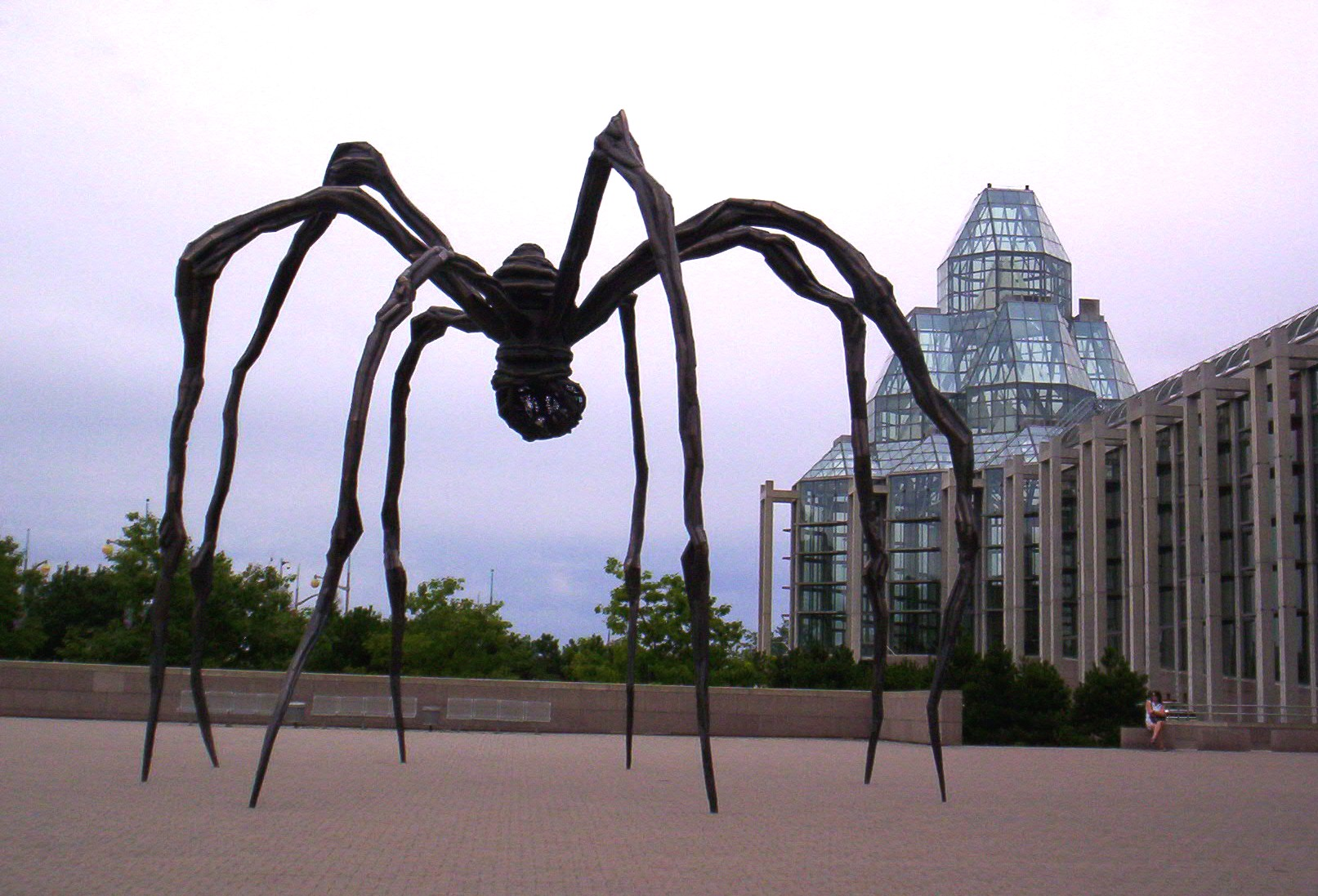
Інший вигляд з Національної галереї Канади
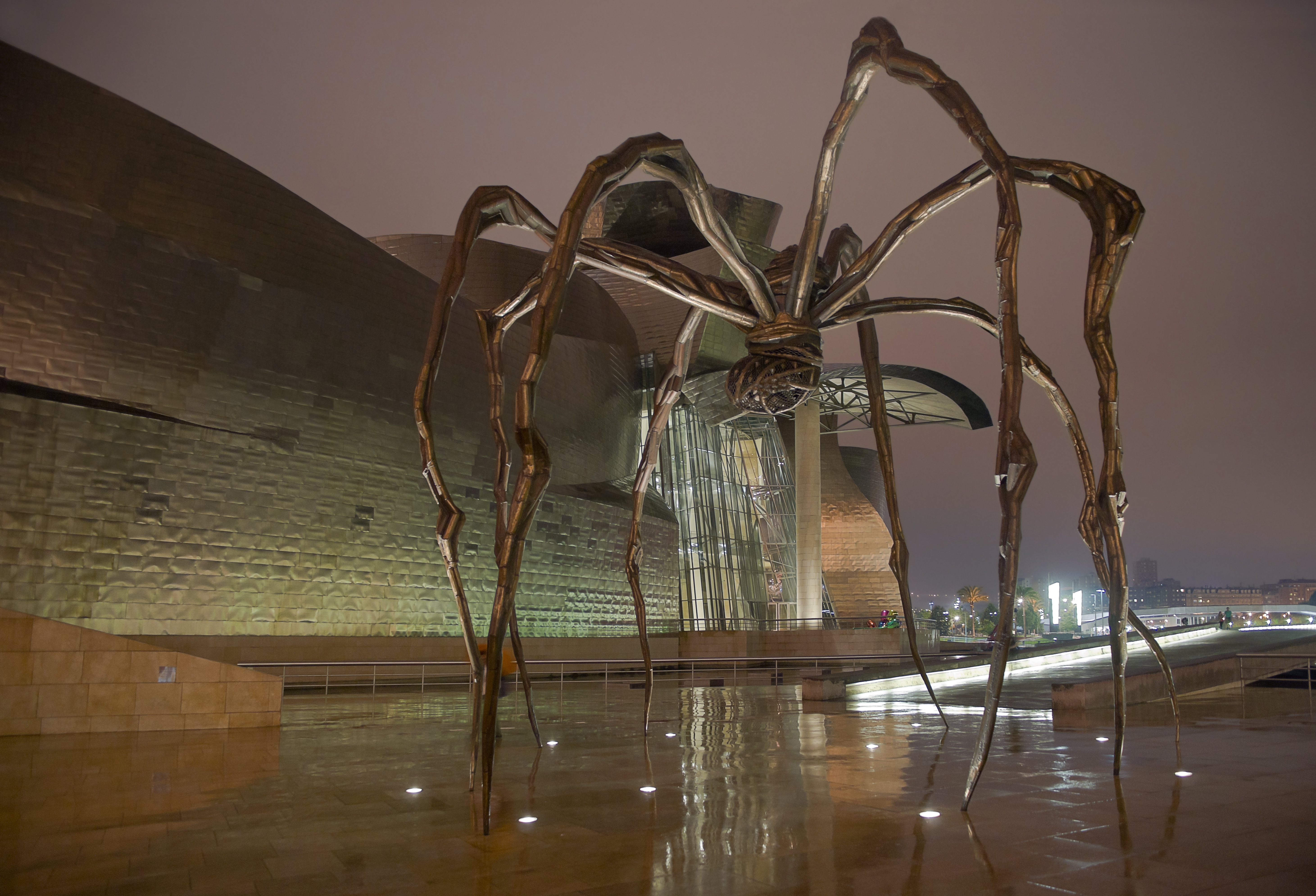
У Музеї Соломона Гуггенгайма, Більбао, Іспанія
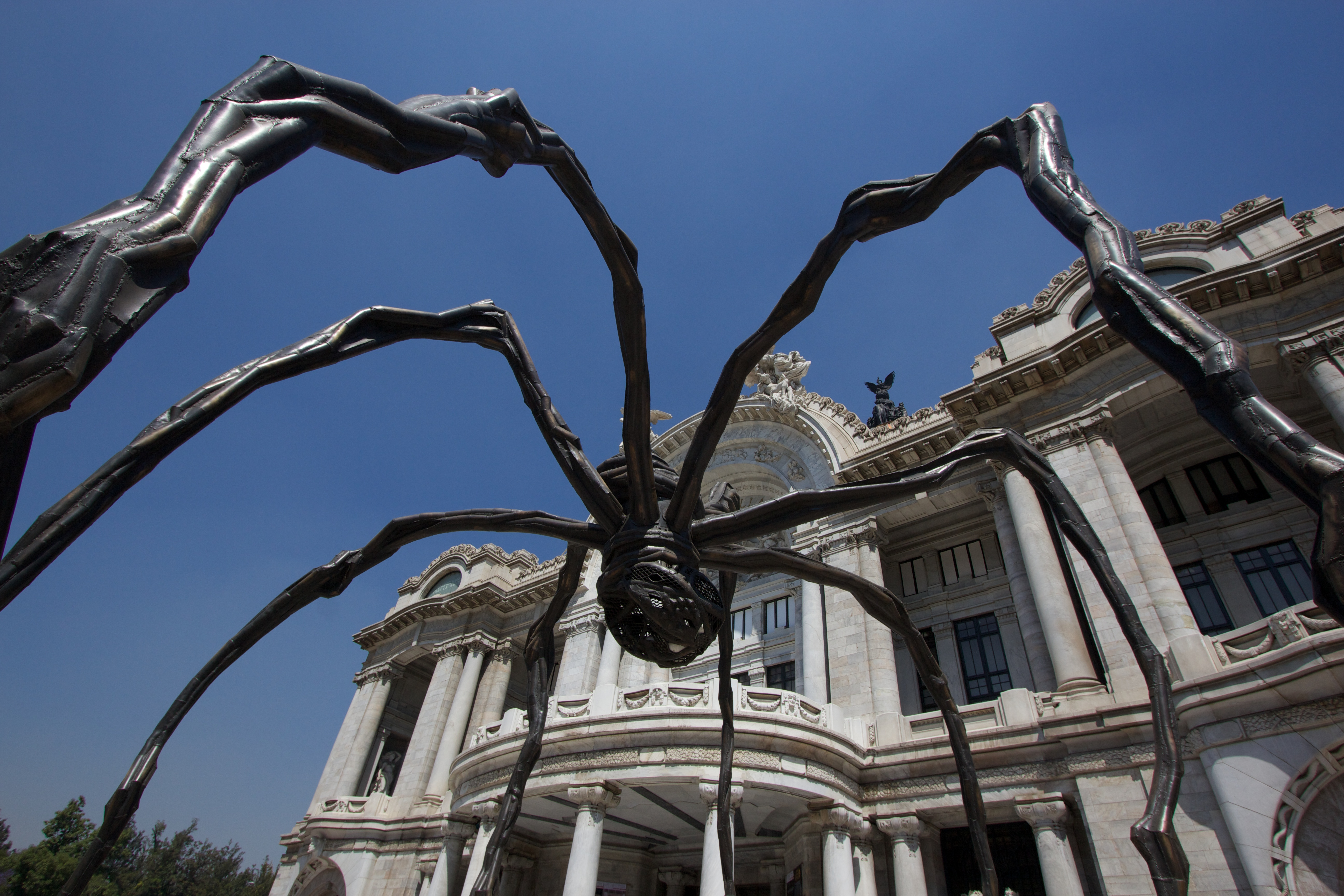
У Палаці образотворчих мистецтв, Мехіко